# Khanpacha Nouradilov
Khanpacha Nouradilovitch Nouradilov (en russe : Ханпаша Нурадилович Нурадилов), né le 6 juillet 1924 à Yaryksu-Aukh (ru), et mort à Stalingrad le 12 septembre 1942, est un militaire soviétique d'origine tchétchène qui s'illustra lors de la Grande Guerre patriotique.

## Biographie
Né au Daghestan de parents tchétchènes, Khanpacha Nouradilov rejoint l'Armée rouge en 1940.
Khanpacha Nouradilov meurt en 1942 durant la bataille de Stalingrad. Il est inhumé à Boukanovskaïa (ru), dans l'oblast de Volgograd.
Nouradilov est officiellement crédité de la mort de plus de 920 soldats allemands tués à la mitrailleuse lourde PM1910, et de la capture de 12 soldats ennemis,. Le 17 avril 1943, il reçoit le titre de héros de l'Union soviétique à titre posthume.

## Distinctions
- Ordre de l'Étoile rouge (1942)
- Ordre du Drapeau rouge (1942)
- Ordre de Lénine (1943, à titre posthume)
- Héros de l'Union soviétique (17 avril 1943, à titre posthume)

## Hommage
Le village de Nouradilovo, situé dans le raïon de Khassaviourt, au Daghestan, a été nommé en son honneur.